# Boutros Khawand
Boutros Khawand (né en 1940) est un homme politique libanais. Il fut membre du bureau politique du parti Kataëb, qu'il intégra en 1956 et l'un des fondateurs de son conseil militaire en 1975, proche conseiller de Béchir Gemayel. En 1985, il accède à la présidence de ce conseil et au bureau politique du parti.

## Biographie
Le 15 septembre 1992, il fut enlevé devant son domicile à l'Est de Beyrouth. De nombreux rapports indiquent qu'il est emprisonné en Syrie, bien qu'aucun signe de vie récent n'ait été communiqué le concernant.
Il fut particulièrement proche de Samir Geagea, leader des Forces libanaises, qui s'est engagé à œuvrer pour faire la lumière sur sa disparition et obtenir sa libération.